# Tokyo Ghoul
A Tokyo Ghoul (Japánul: 東京喰種) egy dark fantasy manga, amit Sui Ishida írt, és illusztrált. Az első könyv, ami 14 kötetből áll 2011 szeptember 8. – 2014 szeptember 28. futott. Később 2014 október 16. – 2018 július 5. futott a folytatása a Tokyo Ghoul:re, ami 16 kötetes. Valamint van egy egy fejezetből álló előzménye is a Tokyo Ghoul: Jack.
Készült belőle anime is, ami a manga adaptációja. Az 1. evádtól eltérően, mely teljesen a manga alapján készült, a 2. évad már nem kapcsolódik a mangához. Isida Sui egy külön történetet írt az animéhez. Az 1. évadot 2014 júliusától szeptemberig, az anime 2. évadját, a Tokyo Ghoul √A-t 2015 januárjától márciusig, a 3. évadot, a Tokyo Ghoul: Re-t 2018 áprilisától decemberig, a 4. évadot, ami a Tokyo Ghoul: Re folytatása pedig 2018 októbertől Decemberig sugározták. Valamint készült hozzá két OVA is, a Tokyo Ghoul: Jack, és a Tokyo Ghoul: Pinto.

## Történet
A történet főszereplője Ken Kaneki, egy egyetemi hallgató, aki alig éli túl találkozását Rize Kamishiróval, akiről randijuk során kiderül, hogy egy ghoul. Kanekit kritikus állapotban vitték el a kórházba. A gyógyulás után Kaneki rájön, hogy műtéte volt, amely fél-ghoullá változtatta őt. Ez azért történt, mert Rize egyes szervei átkerültek a testébe, és most, mint a normál ghouloknak, emberi húst is fogyasztania kell a túléléshez. Az "Anteiku" kávézót irányító ghoulok befogadják, és megtanítják, hogyan élje új életét ghoulként. Meg kell küzdenie a ghoul társadalomba való beilleszkedéssel, valamint identitásának elrejtésével az emberi társaitól, különösen a legjobb barátjától, Hideyoshi Nagachikától.
Előzménysorozata a Tokyo Ghoul: Jack követi Kishō Arima és Taishi Fura fiatalkorát, a fő sorozat két karakterét, akik megismerkednek, majd összefognak, hogy megvizsgálják Taishi barátjának halálát, ami egy ghoul keze által történt. Végül Taishi követi Arimát és csatlakozik a CCG-hez (Galamabokhoz), egy szövetségi ügynökséghez, melynek feladata a ghoulokkal kapcsolatos bűncselekmények kezelése.
A Tokyo Ghoul: Re az amnéziás Kaneki új életét mutatja be, Haise Sasaki személyében (a Kishō Arima által elszenvedett borzalmas agykárosodás eredménye). Kaneki lesz a "Quinx Squad" nevű CCG-nyomozók speciális csoportjának mentora, ami hasonló eljáráson ment keresztül, mint az ő, lehetővé téve számukra, hogy megszerezzék a ghoulok különleges képességeit, de ugyanakkor képesek normál emberként élni.

## Szereplők

### Kaneki Ken
Az anime főszereplője, egyszemű ghoul. Először az Anteiku, majd az Aogiri (ghoul szervezet) tagja, később pedig egyiké sem. Maszkja miatt a CCG Szemfedős-nek hívja. Kanekibe ültették bele Rize szerveit, így félig Ghoul.

### Kirishima Touka
Az Anteiku tagja, aki a Kami egyetemre szeretne továbbtanulni (Kaneki egykori egyeteme). A nyúlfej alakú maszkja miatt kapta a CCG-nél a Nyúl elnevezést. A későbbiekben beleszeret Kaneki-be.

### Nagachika Hideyoshi
Kaneki legjobb barátja, kiskoruktól kezdve ismerik egymást. A történetben Hidének szólítják. Később csatlakozik a CCG-hez (legalábbis az utolsó részekben). A 2. évad végén tragikus dolog történik vele.

### Fueguchi Hinami
Az Anteiku tagja, árva, anyját egy CCG nyomozó(Kureo Mado), apját egy ghoul (Yamori alias "Jason") ölte meg. Kaneki-re és Touka-ra testvérként tekint. A későbbiekben Touka-hoz költözik.

### Fueguchi Ryuko
Hinami anyja, aki a gyermekét védve halt meg.

### Yoshimura
Az Anteiku vezetője, Eto Yoshimura apja. Az egyik "Egyszemű bagoly". Kaneki sok segítséget kap tőle, sok ghoult fogadott be (pl.: Koma Enji).

### Kamishiro Rize
Tokyo egyik legerősebb ghoulja. A 11. körzetből érkezett a 20-ba, de a múltja rejtélyes. Miután Kaneki-ba operálták néhány szervét, a fiú elméjében tovább él.

### Fueguchi Asaki
Hinami apja, már az elején elhalálozik. Ghouloknak készít fegyvereket.

### Yoshimura Eto
A másik "Egyszemű bagoly", Yoshimura lánya. Takatsuki álnéven ír könyveket.

### Amon Koutarou
A CCG tagja, Mado Kureo társa. Később Akira Mado partnere lesz, több összetűzése volt Kanekivel, az egyik harcuk közben halt meg.

### Tsukiyama Shuu
A Tokyoban élő Ínyencek egyike, aki meg akarja szerezni magának Kanekit, hogy megegye, mivel a vére olyan csábító számára.

### Kirishima Ayato
Touka testvére, az Aogiri egyik parancsnoka.

### Suzuya Juuzou
A CCG egyik nyomozója, akit egy "Big Madam"-nak nevezett ghoul asszony nevelt fel, meglehetősen sok kínzás közepette. Így a "fiából" egy pszichopata egyén lett, akit a saját halála sem érdekel. Mivel kiskorában kasztrálták így maradt benne egy kis lányos visszamaradás (Big Madam lányként kezelte és öltöztette.)

### Mado Kureo
A CCG tagja, egy magas rangú nyomozó, Amon partnere. Ghoulok ellen használható fegyverek gyűjtője, Akira Mado apja. Touka ölte meg, Hinami anyját megbosszulva.

### Mado Akira
Kureo Mado lánya, CCG nyomozó. Amon partnere.

### Uta
Maszkkésztő, a ghouloknak készíti ezeket, hogy ezek segítségével elrejtsék arcukat, ezeket a maszkokat soha nem veszik le.

### Nishio Nishiki
Az Anteiku tagja, aki a nővérét (Aniki Nishio) még gimnazista korában veszítette el. Nem bízott meg se az emberekben, se a ghoulokban ezért hidegvérrel megölte őket míg Kimivel össze nem ismerkedett, majd később össze is költöztek. Yoshimura ajánlotta fel hogy csatlakozzon az Anteikuhoz, így Nishiki bele is egyezett. Ki nem állhatja Tsukiyamát.

#### Továbbiak
Renji Yomo – ghoul
Itori – ghoul
Roma Hoito – ghoul
Koma Enji – ghoul
Kaya Irimi – ghoul
Kurona Yashuhisa – egyszemű ghoul
Nashiro Yashuhisa – egyszemű ghoul
Yoriko Kosaka – ember
Seido Takizawa – elején ember, később ghoul
Yukinori Shinohara – ember
Yakumo Oomori – ghoul
Souta – ghoul

## Ghoulok
Emberevő lények. Nem lehet felismerni őket, mivel alakjuk emberi, éhség esetén a szemük változik meg. Úgynevezett "kagune"-juk van, ami a hátukból/vállukból, kinövő, sokszor csápszerű fegyver, amit támadás esetén használnak. Nem fogyaszthatnak emberi ételt, ha mégis 10 órán belül ki kell üríteniük a szervezetükből különben legyengül a szervezetük. Egyedül a kávé az, amit ők is ugyanúgy élvezhetnek, mint az emberek.
CCG nyomozókkal való harc közben maszkot hordanak, hogy ne ismerhessék fel őket később.

### Egyszemű ghoulok
Az egyszemű ghoulok csak annyiban térnek el a többitől, hogy csak egyik szemük változik át. Egyszemű ghoul, mesterségesen, orvosi úton keletkezhet (lásd: Kaneki), vagy egy ghoul és egy ember gyermekeként születhet, bár ennek esélye igen csekély (Eto Yoshimura).